# دیه‌گو بندیتو گالوائو ماکسیمو
دیه گو بندیتو گالوائو ماکسیمو (به پرتغالی: Diego Benedito Galvão Máximo) (زادهٔ ۲۲ آوریل ۱۹۸۶) مدافع اهل برزیل است.
دیه گو بندیتو گالوائو ماکسیمو در تیم‌های فوتبال Guaratinguetá Futebol ، پیکان و پیام سابقهٔ حضور دارد.